# Waiporia hornabrooki
Espèce
Synonymes
- Pounamua hornabrooki Forster, 1956

Waiporia hornabrooki est une espèce d'araignées aranéomorphes de la famille des Orsolobidae.

## Distribution
Cette espèce est endémique de Nouvelle-Zélande. Elle se rencontre vers le lac Manapouri dans la région de Southland.

## Publication originale
- Forster, 1956  : New Zealand spiders of the family Oonopidae. Records of the Canterbury Museum, vol. 7, no 2, p. 89-169.